# Gilly Flaherty
Gilly Louise Scarlett Flaherty, née le 24 août 1991 à Southwark, Londres, est une ancienne footballeuse internationale anglaise qui a joué au poste de défenseur à Arsenal, Chelsea ou encore Liverpool et en équipe d'Angleterre. Elle est détentrice du record du nombre de matchs joués dans le championnat anglais, avec 177 apparitions.

## Biographie
Le 13 avril 2011, en marquant l'unique but du match Arsenal-Chelsea, elle devient la première buteuse du football féminin professionnel anglais.
Au cours de sa carrière, elle remporta le Championnat d'Angleterre à 4 reprises, la Coupe d'Angleterre à 7 reprises, ainsi que l'UEFA Cup (ancienne Ligue des champions) avec Arsenal en 2007.
Elle a été capitaine de l'équipe de West Ham United.
Le 12 janvier 2023, elle annonce sa retraite comme footballeuse professionnelle à 31 ans.

## Palmarès
Chelsea Ladies
- Vainqueur du championnat d'Angleterre en 2015 et 2017
- Vainqueur de la Coupe d'Angleterre en 2015
- Finaliste de la Coupe d'Angleterre en 2016

 West Ham
- Finaliste de la Coupe d'Angleterre en 2019